# Saint-Cassien (Dordogne)
Saint-Cassien település Franciaországban, Dordogne megyében. Lakosainak száma 32 fő (2022. január 1.). Saint-Cassien Lavalade, Vergt-de-Biron, Parranquet, Tourliac, Rampieux, Marsalès és Gaugeac községekkel határos.

## Népesség
A település népessége az elmúlt években az alábbi módon változott:
| Lakosok száma | 53   | 35   | 40   | 32   | 23   | 30   | 34   | 37   | 35   | 32   |
|               | 1968 | 1982 | 1990 | 2006 | 2013 | 2015 | 2017 | 2019 | 2020 | 2022 |